# В као вендета (филм)
В као вендета (енгл. V for Vendetta) је америчко-британски дистопијски трилер из 2005. године, режисера Џејмса Мактига, према сценарију који су сестре Вачауски написале на основу истоименог графичког романа. Филм, смештен у блиску будућност у којој је фашистички тоталитарни режим потчинио Уједињено Краљевство, фокусира се на човека познатог само као „В” (Хјуго Вивинг), анархисту и маскираног борца за слободу који покушава да покрене револуцију кроз пажљиво осмишљене терористичке акте, као и на Иви Хамонд (Натали Портман), младу жену која се налази увучена у В-ову мисију. Стивен Реј глуми детектива који предводи очајничку мисију да заустави В-а.
Филм су продуцирале компаније Silver Pictures, Virtual Studios и Anarchos Productions, Inc. В као вендета је првобитно требало да буде објављен од стране студија Warner Bros. Pictures 4. новембра 2005. (дан пре 400. годишњице Барутне завере), али је његов излазак одложен; уместо тога, филм је биоскопски објављен у Сједињеним Америчким Државама 17. марта 2006, углавном уз позитивне рецензије критичара и остварио је комерцијални успех, зарадивши преко 134 милиона долара широм света. Алан Мур, писац оригиналног графичког романа, незадовољан филмским адаптацијама својих других дела, Из пакла (2001) и Лига изузетних џентлмена (2003), одбио је да погледа филм и затражио да не буде потписан нити да добије хонораре.
Неке политичке групе тумаче филм као алегорију о угњетавању од стране власти, а анархисти су га користили за промоцију својих уверења. Филм се сматра заслужним за популаризацију маске Гаја Фокса коју користе анти-естаблишмент политичке групе и активисти.

## Радња
У блиској будућности, Британијом влада ултранационалистичка политичка партија Норсфајер, фашистички и тоталитарни режим на челу са високим канцеларом Адамом Сатлером, који контролише становништво путем пропаганде и затвара или погубљује све које сматра непожељнима, укључујући имигранте, хомосексуалце и припаднике алтернативних религија.
Иви Хамонд је ћерка родитеља који су постали активисти након што је њен брат погинуо у терористичком нападу на школу Света Марија, четрнаест година раније. Њене родитеље су власти ухапсиле, и они су умрли у затвору када је она имала дванаест година. Једне вечери, одметник са маском Гаја Фокса, који се представља једноставно као „В”, спасава је од припадника тајне полиције познате као Прсти, и води је да сведочи уништењу зграде Стари Бејли бомбама. Следећег јутра, 5. новембра, В преузима државну телевизијску мрежу BTN и обраћа се нацији, преузимајући одговорност за напад и позивајући народ да му се придружи испред Зграде парламента тачно за годину дана, на Ноћ Гаја Фокса. Иви бива онесвешћена док му помаже да побегне, па је он води са собом како би спречио њено хапшење и могуће погубљење.
В убија три кључне личности повезане са оснивањем режима Норсфајер. Убија шефа пропаганде Луиса Протера у туш кабини и даје смртоносну инјекцију докторки Делији Сариџ, мртвозворници. Последња мета му је Ентони Лилиман, корумпирани лондонски бискуп. В користи Иви као мамац да намами Лилимана, педофила и бившег свештеника из Ларкхила. Иви, осећајући се изданом, бежи од В-а и нада се да ће добити опроштај од режима.
Главни инспектора Ерик Финч, коме је додељен задатак да ухвати В-а, користи дневник Делије Сариџ и податке од бившег агента Вилијама Руквуда (који је заправо В под лажним идентитетом) и открива да је пре двадесет година Сариџова предводила истраживања биолошког оружја и људске експерименте у затворском комплексу Ларкхил, по налогу тадашњег заменика министра одбране Адама Сатлера, и тиме створила „вирус Свете Марије”. Иако је више десетина политичких затвореника страдало током експеримената, један затвореник — особа из ћелије „В” — развио је имунитет и физичке промене, након чега је побегао и уништио Ларкхил. Питер Криди, шеф тајне полиције, инсценирао је терористички напад пуштањем вируса на неколико мета, укључујући школу Света Марија, што је изазвало страх у јавности и омогућило долазак Норсфајера на власт. Истовремено, компанија која је производила лек обогатила је водеће чланове странке попут Протера и Лилимана.
Иви проналази уточиште код свог бившег шефа, водитеља емисије Гордона Дитриха, који јој показује своју колекцију забрањених материјала — субверзивне слике, стари Куран и хомоеротске фотографије. Охрабрен Иви и В-ом, Дитрих исмева Сатлера у својој емисији, што доводи до хапшења и њега и Иви, а касније и његовог погубљења. У затвору, Иви проналази утеху у белешци коју је у ћелији сакрила Валери Пејџ, жена затворена у ћелији поред В-а, која описује своју наду и достојанство упркос предстојећој смрти. Након мучења и претње погубљењем, Иви одбија да се покори својим мучитељима, и бива пуштена, само да би схватила да је све време била у В-овој јазбини. Он ју је ухватио пре него што су је Кридијеви људи нашли и подвргао је симулираној тортури како би је научио да се не плаши. Иако је у почетку бесна на В-а, Иви схвата да се он свети за Валери и остале жртве из Ларкхила, и обећава му да ће се вратити пре 5. новембра. Да би могао да убије недодирљивог канцелара, В убеђује Кридија да изда Сатлера и преузме власт у замену за В-ову предају.
Како се 5. новембар приближава, В дистрибуира стотине хиљада маски Гаја Фокса широм земље, што доводи до таласа анархичног отпора и немира након што тајна полиција убије једну маскирану младу девојку. В плеше са Иви пре него што је одведе до воза лондонског метроа који је тајно реконструисао претходних десет година. Не планирајући да преживи ту ноћ, В оставља Иви одлуку да ли ће покренути воз препун експлозива. Иви га моли да оду заједно и напусте пут освете, али он одбија. Криди се састаје са В-ом и убија Сатлера, а затим захтева да В скине маску. Иако је више пута упуцан и тешко рањен, В убија Кридија и његове људе, истичући да је идеја коју представља важнија од његовог идентитета. В се враћа Иви и умире у њеном наручју, признајући да је воли. Финч затиче Иви како полаже В-ово тело у воз, али, разочаран владајућим режимом, дозвољава јој да га покрене након што она каже да је народу потребна нада. Будући да су Сатлер и Криди мртви, војска у Лондону се повлачи, док безброј грађана маскираних као В излази на улице испред парламента и сведочи његовом уништењу. Финч пита ко је В, а Иви одговара: „Он је био сви ми.”

## Улоге
| Глумац              | Улога               |
| ------------------- | ------------------- |
| Хјуго Вивинг        | В                   |
| Натали Портман      | Иви Хамонд          |
| Стивен Реј          | инспектор Ерик Финч |
| Стивен Фрај         | Гордон Дитрих       |
| Џон Херт            | Адам Сатлер         |
| Тим Пигот-Смит      | Питер Криди         |
| Руперт Грејвс       | Доминик Стоун       |
| Роџер Алам          | Луис Протеро        |
| Бен Мајлс           | Роџер Даскомб       |
| Шинејд Кјузак       | др Делија Сариџ     |
| Наташа Вајтман      | Валери Пејџ         |
| Имоџен Путс (млада) | Валери Пејџ         |
| Џон Стендинг        | Ентони Лилиман      |
| Еди Марсан          | Брајан Етериџ       |